# 王新武
王新武（1934年—），又名艾哈迈德，男，回族，山东济南人，中国太极拳家，国家级武术裁判，曾任中国武术协会副主席。